# Théo Derot
Théo Derot (* 17. Juni 1992 in Nîmes) ist ein französischer Handballspieler.

## Verein
Der 1,93 m große linke Rückraumspieler spielte zunächst für Istres OPH. Ab 2015 lief er für HBC Nantes in der ersten französischen Liga auf. Zwei Spielzeiten später schloss er sich dem Ligakonkurrenten Pays d’Aix UC an. Derot pausierte ab August 2017 bis April 2018 aufgrund seiner Erkrankung an Krebs. Im Januar 2019 wechselte er zu Istres Provence Handball. Nach der Saison 2018/19 beendete er seine Karriere. Im Mai 2021 kehrte der angehende Pilot auf den Handballplatz zurück und spielt seitdem für den französischen Drittligisten Martigues Handball.

## Auswahlmannschaften
Am 7. Januar 2016 lief er erstmals für die französische Nationalmannschaft auf. Bei der folgenden Europameisterschaft warf er sieben Tore in sieben Einsätzen und belegte mit den Franzosen den 5. Rang. Insgesamt bestritt er zehn Länderspiele, in denen er elf Tore erzielte.
Bei den Olympischen Jugend-Sommerspielen 2010 und bei der U-21-Handball-Weltmeisterschaft 2013 gewann er mit Frankreich die Bronzemedaille.

## Privates
Théo Derot stammt aus einer Handballerfamilie. Sein Vater Gilles Derot wurde mit USAM Nîmes zweimal, sein Onkel Christian Gaudin viermal Französischer Meister.